# Wycinkowate
Wycinkowate (Drepanidae) – rodzina motyli z nadrodziny Drepanoidea (wraz z rodziną Epicopeiidae), obejmuje 741 gatunków ujętych w 115 rodzajach; w Polsce występuje 16 gatunków.

## Występowanie
Przedstawiciele podrodziny Drepaninae występują na całym świecie, zwłaszcza w Azji południowo-wschodniej i Nowej Gwinei, a także w Australii (4 gatunki). Falicowate występują głównie w krainie palearktycznej i orientalnej, nie stwierdzono ich w Australii (stan na 1990 rok). Cycliidinae również nie występują w Australii (stan na 1990 rok).

## Morfologia

### Stadia preimaginalne
Jaja okrągłe lub owalne, spłaszczone, otoczone chorionem. Gąsienice w ostatnich stadiach mają głowy hipognatyczne z małym nadustkiem. Poczwarki słabo zesklerotyzowane, cylindryczne, znacząco zwężające się ku końcowi. 

### Imago
Motyle małe lub średniej wielkości, o rozpiętości skrzydeł od 18 do 60 mm. Głowa krótka, zazwyczaj pozbawiona przyoczek i narządów Jordana. Ssawka jest dobrze rozwinięta lub mała, bądź nie występuje. Głaszczki szczękowe jeśli występują są małe, jednosegmentowe. Tułów często wąski, czasem szeroki, pokryty gęstymi, czasem wełnistymi łuskami. Przednie skrzydła zazwyczaj trójkątne, zakończone sierpowato, często pozbawione retinaculum. Tylne skrzydła niemal tak szerokie jak przednie, z pojedynczym wędzidełkiem.

## Tryb życia
Larwy z podrodziny Drepaninae żerują na liściach, podczas odpoczynku unoszą tylną część ciała. Gąsienice falicowatych żyją w luźno zwiniętych liściach.

## Systematyka
Rodzina obejmuje 741 gatunków ujętych w 115 rodzajach (zob. listę rodzajów wycinkowatych; stan na 2021 rok), najliczniejsze rodzaje to Oreta (59 gatunków), Tridrepana (43 gatunki) i Ditrigona (40 gatunków). Zazwyczaj rodzina jest dzielona na trzy podrodziny, które przez niektórych autorów były traktowane jako osobne rodziny:
- Drepaninae(inne języki)
- Thyatirinae – falicowate(inne języki)
- Cyclidiinae(inne języki)

## Galeria

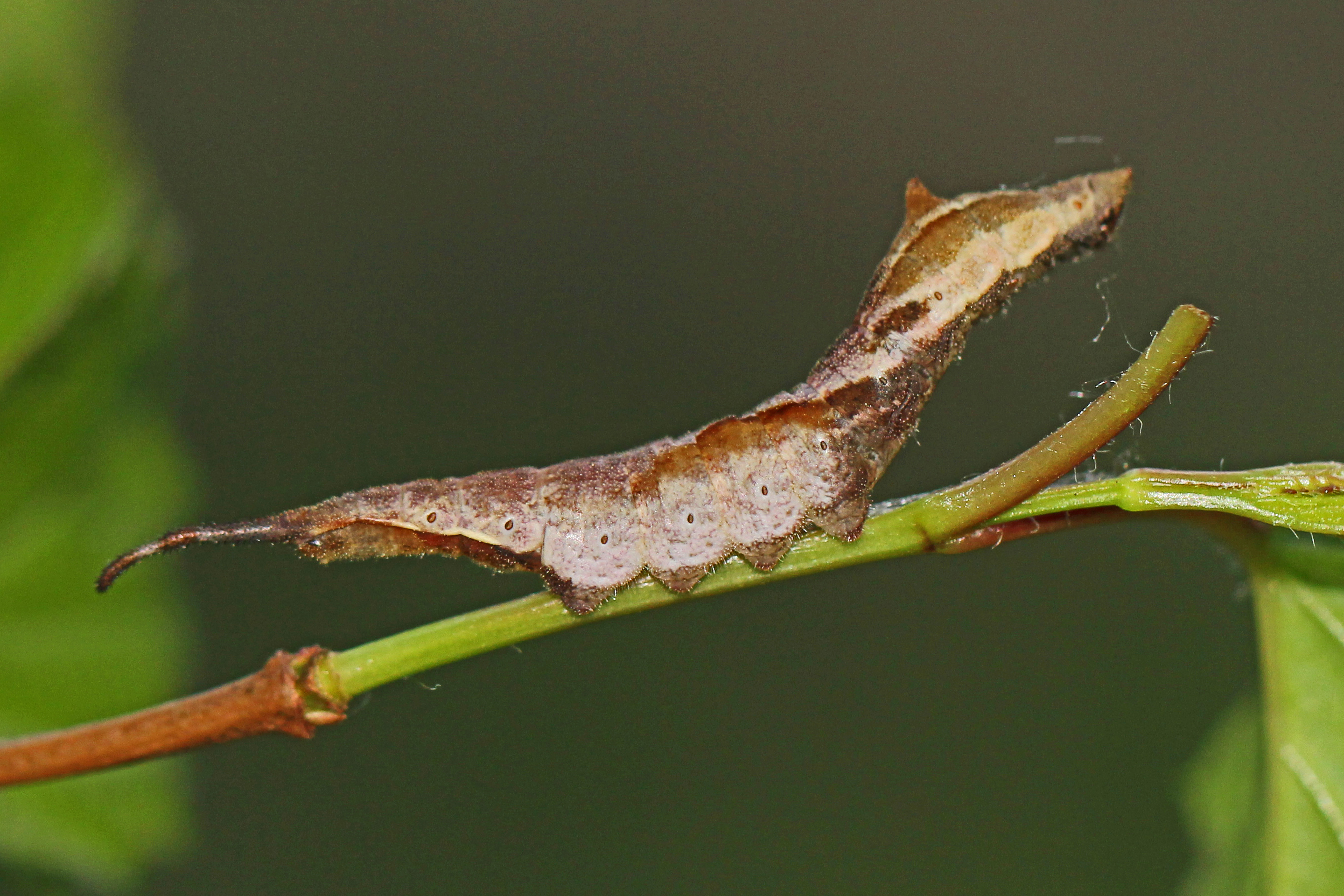
Gąsienica Oreta rosea (Drepaninae)
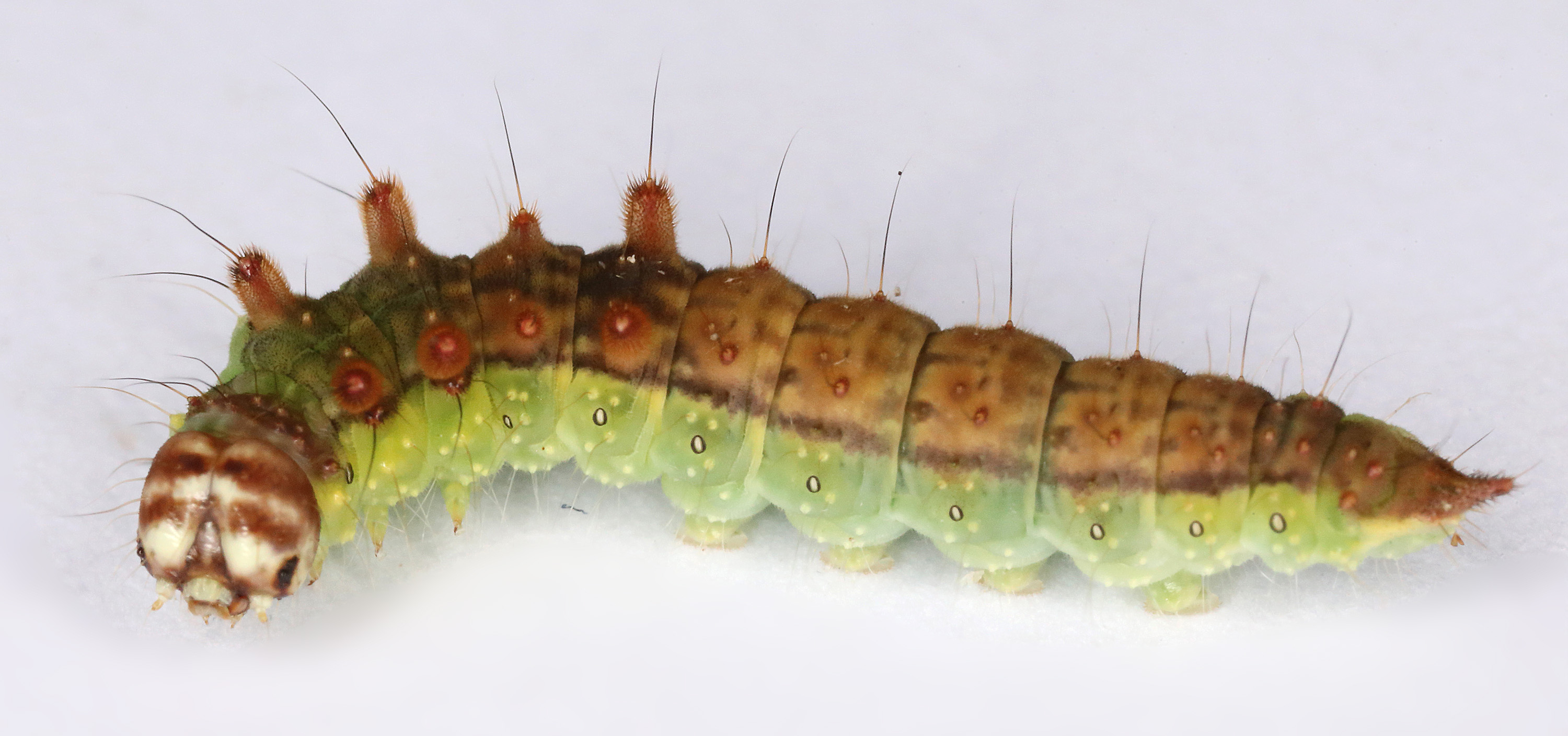
Gąsienica Drepana falcataria (Drepaninae)
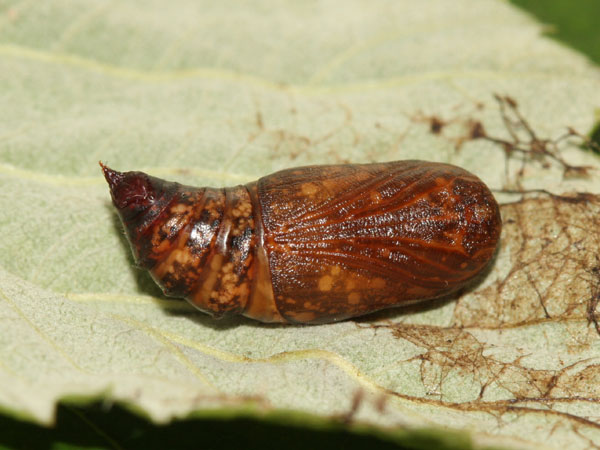
Gąsienica plamówki malinówki (falicowate)
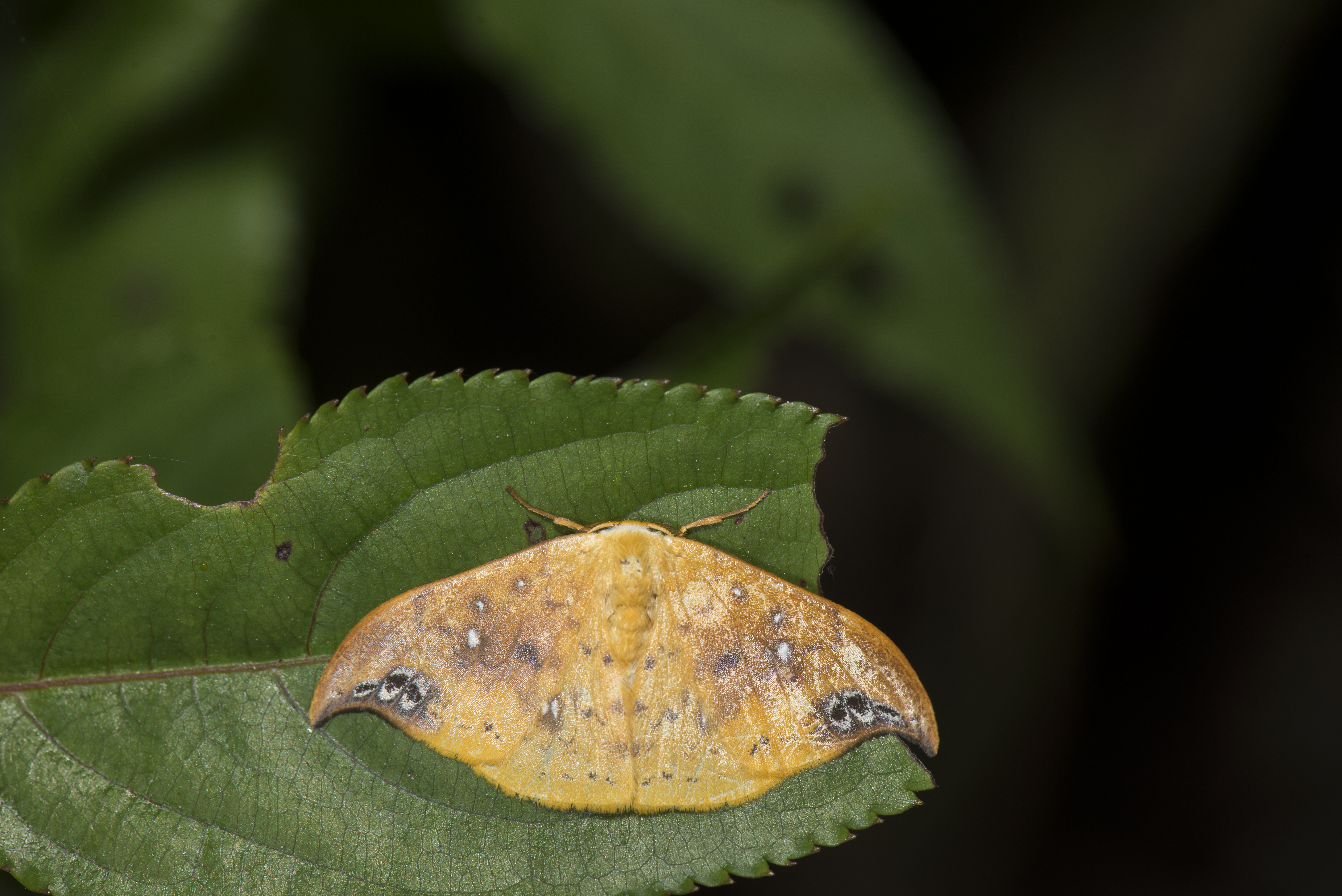
Tridrepana unispina (Drepaninae)
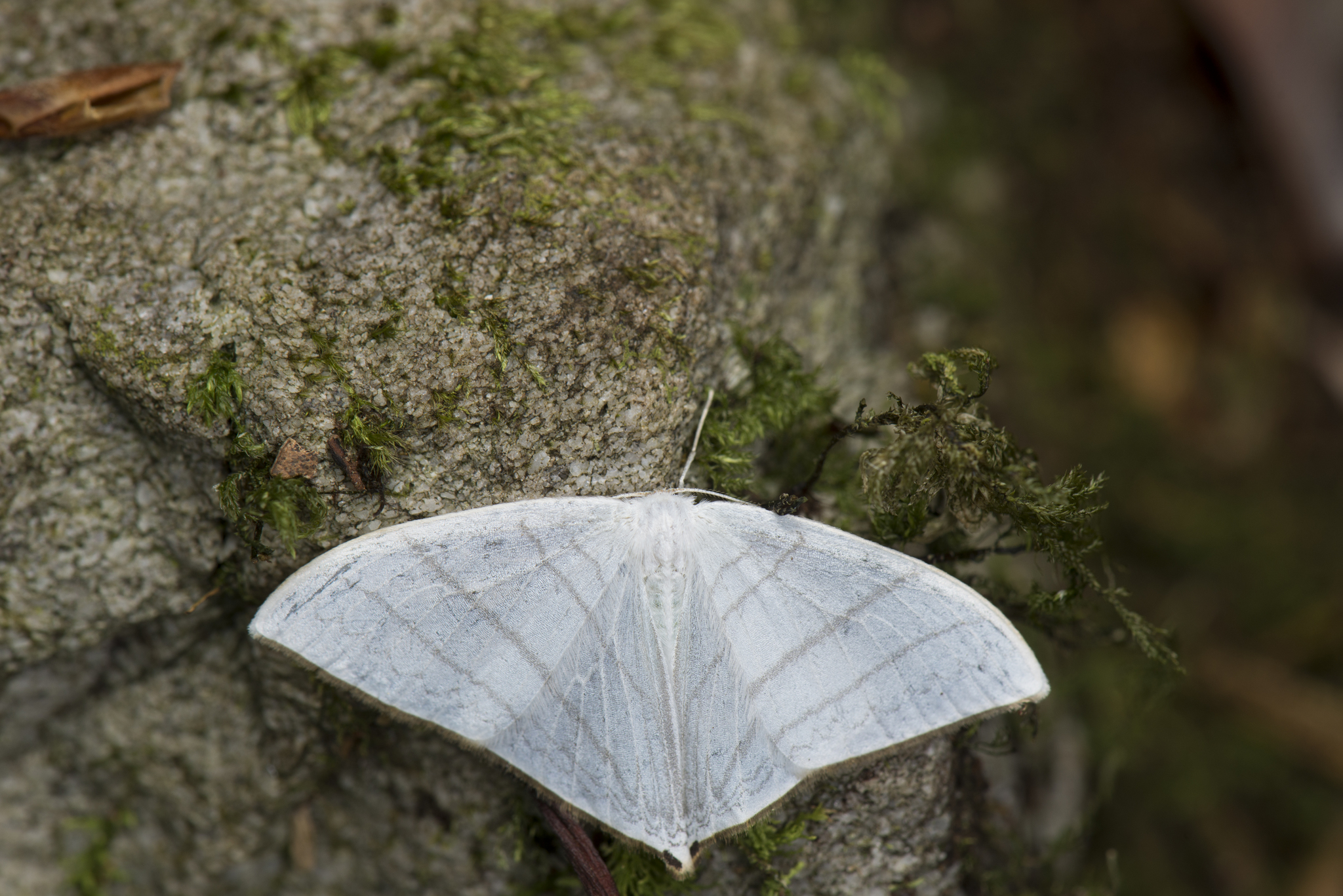
Ditrigona triangularia (Drepaninae)
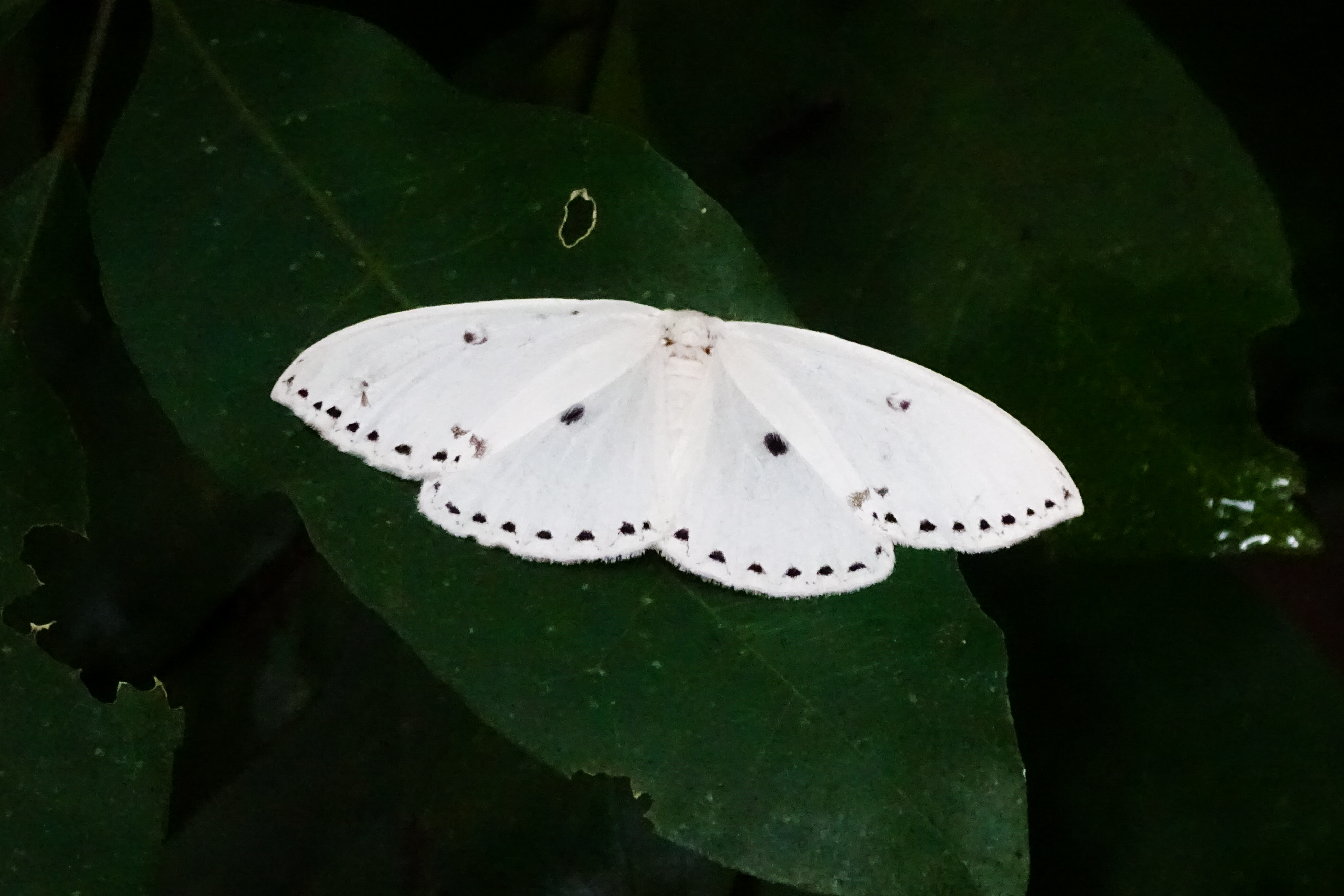
Cyclidia dictyaria (Cyclidiinae)
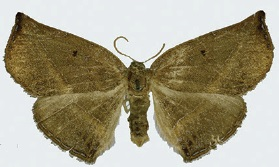
Mimozethes lilacinaria (Cyclidiinae)
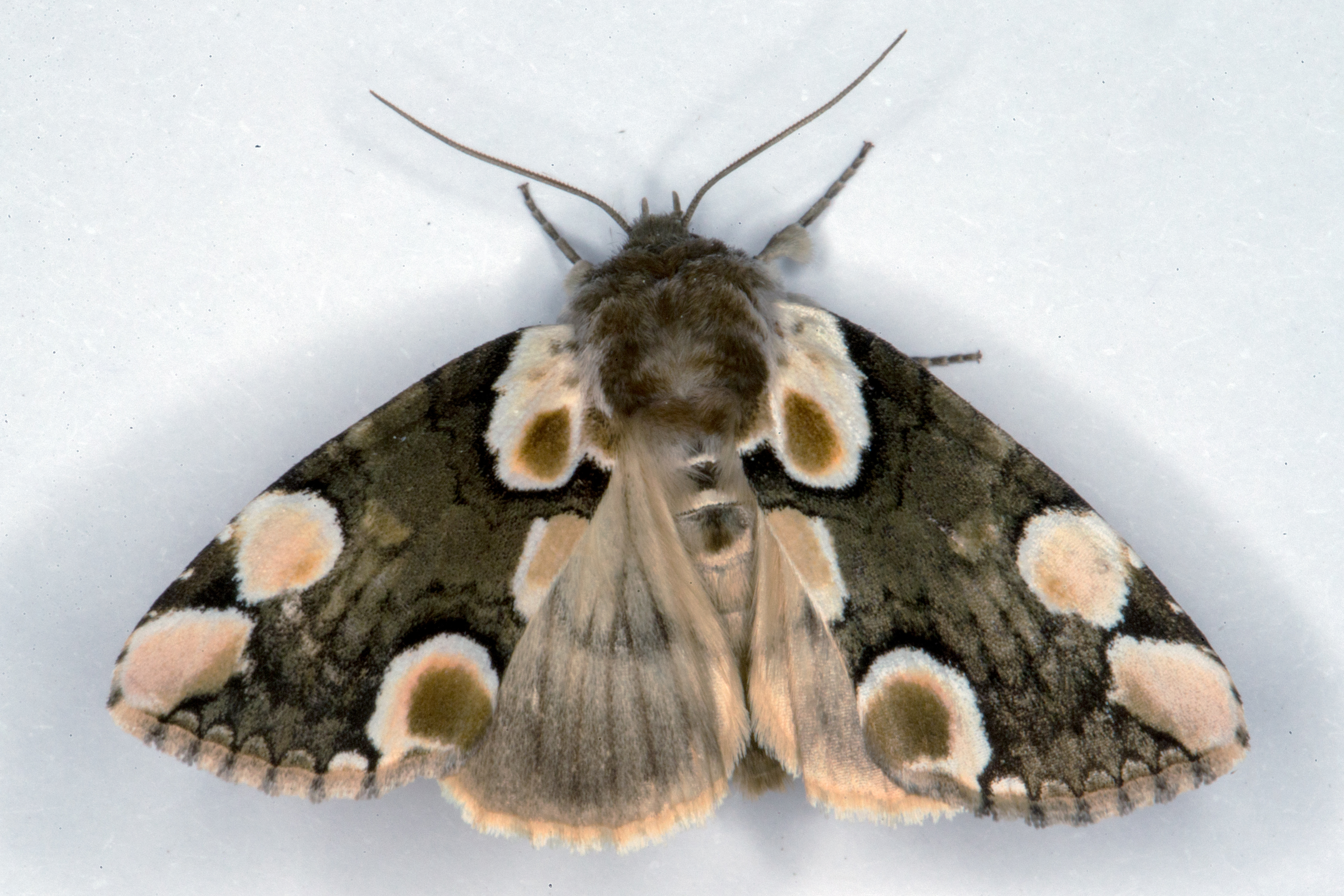
Plamówka malinówka (falicowate)
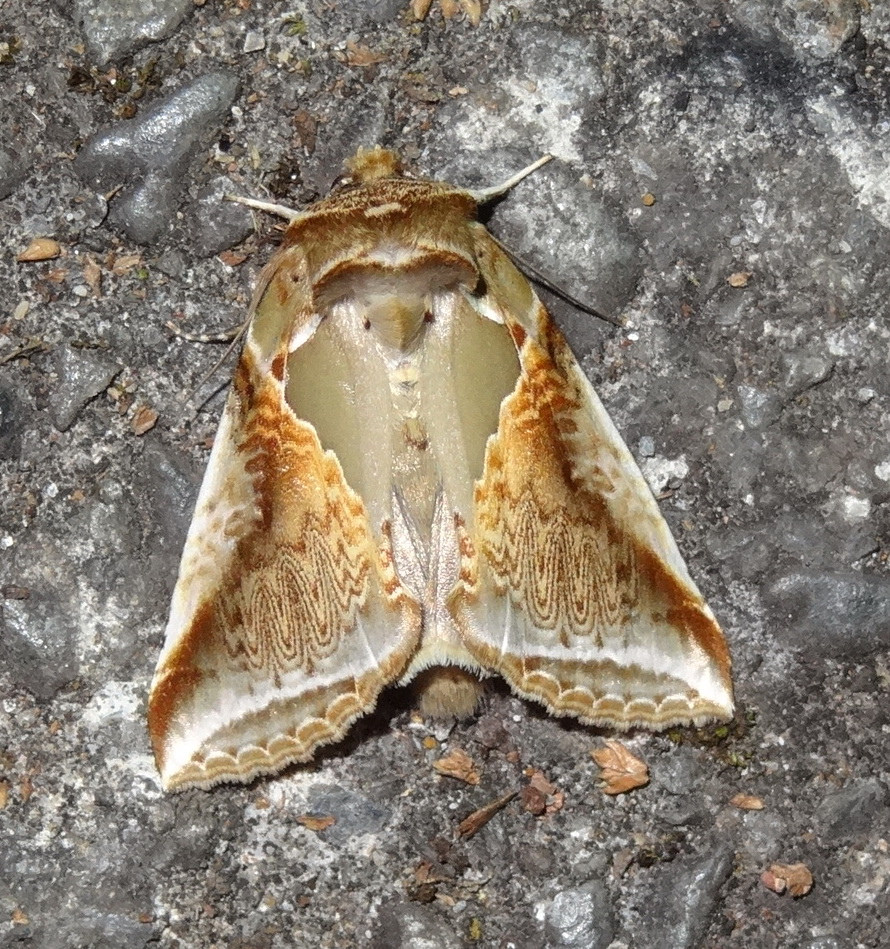
Habrosyne indica formosana (falicowate)
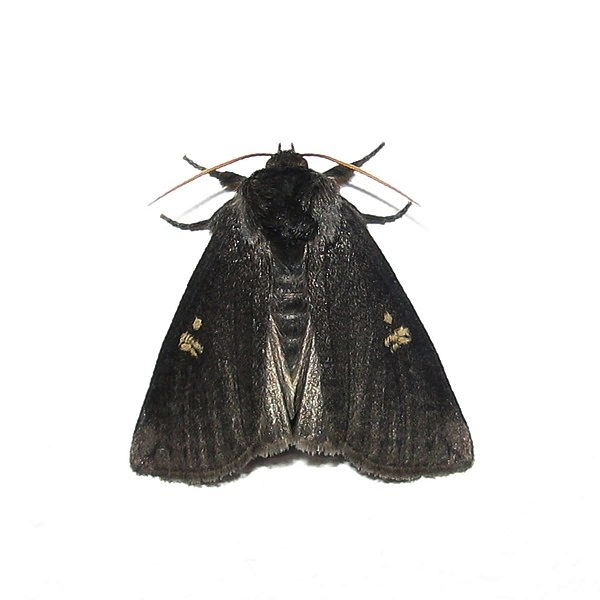
Tethea or (falicowate)